# Rosemarie Sack-Dyckerhoff
Rosemarie Sack-Dyckerhoff (* 7. Oktober 1917 in Blumenau bei Wunstorf; † 3. März 2015) war eine deutsche Bildhauerin, die lange im Tübinger Stadtteil Lustnau lebte und arbeitete.

## Leben und Werk
Sack-Dyckerhoff absolvierte von 1937 bis 1939 eine Bildhauerlehre bei Fritz von Graevenitz in Stuttgart. Von 1939 bis 1940 studierte sie an der Kunstakademie Stuttgart bei den Malern Hans Spiegel und Anton Kolig sowie bei dem Bildhauer Fritz von Graevenitz. In den Jahren von 1940 bis 1941 studierte sie an der Kunstakademie München bei dem Bildhauer Bernhard Bleeker und im Anschluss daran von 1941 bis 1944 wieder an der Kunstakademie Stuttgart bei dem Bildhauer Fritz von Graevenitz, als dessen Meisterschülerin sie ab 1942 galt. Von 1945 bis 1948 arbeitete sie als freischaffende Bildhauerin in Biberach an der Riß.
Im Jahr 1947 war sie eines der Gründungsmitglieder der Oberschwäbischen Sezession. Von 1948 bis 1978 lebte und arbeitete sie als freischaffende Bildhauerin in Tübingen-Lustnau und heiratete dort 1950 Otto Sack. Ab 1951 war sie Mitglied in der Tübinger Künstlergruppe Ellipse.
Nach dem Tod von Otto Sack im Jahr 1961 unternahm sie 1963 einen längeren Studienaufenthalt in Rom. Von 1975 bis 1976 unterrichtete sie als Dozentin für Bildhauerei an der Winterakademie in Kisslegg. Ab 1976 nutzte sie ein zweites Atelier in Todtmoos. Ab 1977 wurde sie künstlerische Mitarbeiterin in der von Karlfried Graf Dürckheim und Maria Hippius gegründeten Existentialpsychologischen Bildungs- und Begegnungsstätte in Todtmoos-Rütte. Ab 1979 arbeitete sie als freischaffende Bildhauerin in Freiburg im Breisgau.
Seit 1943 wurde ihr Werk in zahlreichen Einzel- und Gruppenausstellungen im In- und Ausland präsentiert. Zahlreiche Skulpturen gibt es im öffentlichen Raum in Tübingen und Stuttgart. Ihre Arbeiten sind heute in privatem und öffentlichem Besitz (u. a. Sprengel-Museum, Hannover, und Staatsgalerie, Stuttgart).